# Centre d'étude et de valorisation des algues
Le Centre d’étude et de valorisation des algues (CEVA), société d'économie mixte, est le centre technique national spécialisé dans l'étude des algues. Il met en œuvre une recherche appliquée et en assure le transfert de connaissances vers le monde industriel. Il est reconnu en tant qu'institut technique agro-industriel et institut technique agricole.

## Historique
Après la fermeture de l'usine d'alginates sur le site de Pen Lan à Pleubian en 1981, une première association loi de 1901, le CERAA (Centre d’Expérimentation et de Recherche Appliquée en Algologie) est créée en 1982 à l’initiative de collectivités territoriales bretonnes. Depuis les années 1973-1977, l’apparition et le développement de marées vertes en baie de Saint Brieuc et de Plestin les Grèves (Côtes d’Armor) déclenche une prise de conscience des élus locaux et des Pouvoirs publics, ayant pour conséquence le lancement des premières études pour comprendre le phénomène. Le CERAA est donc créé pour répondre aux besoins des collectivités confrontées aux algues vertes.
Ayant acquis une expertise scientifique importante de ces phénomènes, l’association s’est transformée en 1986 en une société d’économie mixte locale (SEML) dénommée Centre d’étude et de valorisation des algues (CEVA), et marque la volonté des collectivités locales, de l'Ifremer et d’industriels de l’algue de soutenir et accompagner les activités du centre. Le Département des Côtes d’Armor (CD22) devient l’actionnaire principal.  Devenue un centre technique avec la création de laboratoires spécialisés dans l’étude des algues, elle a élargi ses interventions vers leur valorisation et réalise de la R&D au service des industriels et de différents acteurs pour développer des produits à base d'ingrédients marins.
Depuis 2007, il est labellisé institut technique agro-industriel (ITAI) et depuis février 2018, il est également labellisé institut technique agricole (ITA) par le Ministère de l'agriculture, et devient, de facto, membre de l'Association de coordination technique agricole (ACTA).

## Missions
Le CEVA met en œuvre une recherche appliquée sur les algues, les végétaux marins et les biotechnologies marines. Il assure en particulier le transfert des connaissances scientifiques issues du monde académique vers le domaine industriel. Outre la réalisation de prestations d’assistance technique ou de recherche et développement à façon pour les industriels, le CEVA participe à des projets de recherche et d’innovation de type collaboratif public au niveau national, européen et mondial.

## Fonctionnement
Installé sur la presqu'île de Lézardrieux dans la commune de Pleubian (Côtes-d'Armor), le CEVA emploie en 2017 25 permanents, dont vingt chercheurs, doctorants ou ingénieurs.
Il dispose d’installations permettant l’identification, la production, la caractérisation et la transformation des végétaux marins, à savoir des laboratoires (1 300 m2), un hall technologique (1 000 m2) pour le développement de préséries industrielles, des moyens d’intervention sur le terrain (télédétection, cartographie), une plate-forme à terre de culture d’algues ainsi qu’une ferme marine de 6 ha.
Différents projets du CEVA sont labellisés auprès des pôles de Compétitivité suivants: Pôle Mer Bretagne Atlantique, Valorial, Trimatec, Fibres, IAR, Vegepolys et Axelera.

### Organisation interne
Il est organisé en trois pôles spécialisés afin d'apporter une réponse adaptée (conseil, veille, formation, audit, expérimentations, R&D…) aux besoins des acteurs et des professionnels de la filière, notamment sur les problématiques environnementales, sécurité sanitaire et alimentaire, de sécurisation du sourcing/qualité des approvisionnements en matière première... :
Le pôle « Ecologie & Environnement » (EENVI) assure un soutien technique à de nombreux acteurs (collectivités locales, gestionnaires de la qualité des eaux littorales et du patrimoine naturel marin, professionnels et usagers de la mer, industriels) qui doivent parfois faire face à des dérèglements écologiques de la végétation aquatique (proliférations d’algues vertes, régression de ceintures algales….) ou à des contraintes d’exploitation durable de leurs ressources. Dans ce cadre, le service est amené à conduire des programmes de R&D, de monitoring environnemental et de modélisation du fonctionnement écologique d’éléments sensibles de la couverture algale, notamment dans un contexte d’eutrophisation des eaux littorales.
Le pôle « Aquaculture & Sourcing » (AQUAS) soutient le développement de l’algoculture de macroalgues et microalgues en répondant aux questions qui peuvent être résumées autour de 4 axes : Développement de nouvelles cultures (en eau de mer et en eau douce) afin de répondre à la problématique de pression sur les ressources sauvages, Optimisation des performances de culture des espèces (Cultures commerciales : expérimentation, données technico-économiques et environnementales), Développement de l’aquaculture intégrée, Accompagnement des professionnels.
Le pôle « Innovation & Produits » (INPRO) est dédié aux projets de valorisation dans une très large gamme de domaines d’activité (alimentation humaine et animale, cosmétique, santé végétale, matériaux, chimie biosourcée…). Dans ce cadre, il fournit des services de R&D, d’analyses, de transposition industrielle, d’expertise, de conseil et de formation.

### Financement
Le capital social du CEVA est de 1 056 000 euros en 2021. Il est détenu à un peu plus de 64 % par les collectivités locales (le département des Côtes d’Armor pour 36,3 %, le conseil régional de Bretagne pour 20,2 % et Lannion Trégor communauté pour 7,6 %), et à près de 36 % par onze entreprises privées (dont des entreprises de la cosmétique, de l'agroalimentaire, de la santé -nutrition animale, de l'Ifremer et de banques). En 2020, le chiffre d'affaires est de 2,1 M€.